# Nationalstraße B2
Die namibische Nationalstraße B2 ist eine wichtige West-Ost-Verbindung zwischen der Südatlantikküste und dem zentralen Binnenland. Die Nationalstraße ist ein Teilstück der SADC-Fernstraßen Trans-Kalahari nach Botswana und Walvis Bay-Ndola-Lubumbashi nach Sambia.

## Streckenverlauf
Die Nationalstraße B2 beginnt in der Hafenstadt Walvis Bay und bindet dort Namibias größten Hafen sowie den Internationalen Flughafen an das überregionale Straßennetz an. Sie führte von östlich des Stadtzentrums weiter nach Norden in das 35 km entfernte Swakopmund. Bis 2021 frührte die B2 westlich des Dünengürtels, am Atlantik entlang, zwischen beiden Städten. Sie überquerte dabei die 587 m lange Swakopbrücke an der Mündung des Swakop in den Südatlantik. Die Linienführung der B2 knickte in Swakopmund nach Westen ab und führt über Arandis, vorbei am Tagebau Rössing und der Spitzkoppe, nach Okahandja. Dort endet nach 320 km die B2 mit dem Übergang in die Nationalstraße B1.
2021 wurde der Straßenabschnitt der B2, kurz östlich von Swakopmund bis nach Walvis Bay, auf die Strecke der MR44 verlegt (östlich des Dünengürtels) und erhielt im Oktober 2022 den Namen Dr. Hifikepunye Pohamba Freeway.

## Straßenverhältnisse
Die Nationalstraße B2 ist auf ihrer gesamten Länge als zweispurige asphaltierte Fernstraße ausgebaut. Der Streckenabschnitt zwischen Karibib und dem Endpunkt in Okahandja ist durchgängig mit einem Seitenstreifen versehen. Auf einem Teilstück zwischen Wilhelmstal und Okahandja ist die B2 im 2+1-System, mit sogenannten englisch Climbing Lanes („Kletterspuren“) angelegt, um das Überholen des Schwerlastverkehrs an starken Steigungen zu erleichtern.

## Zukünftige Entwicklung
Da sich ein vierspuriger Ausbau der direkt benachbarten Hauptstraße C34 von Walvis Bay nach Swakopmund zur Autobahn in Bau befindet, wird die Nationalstraße B2 auf diesem 35 km langen Abschnitt in den kommenden Jahren an Bedeutung verlieren. Hier bleibt abzuwarten, ob die neue Autobahn frei befahrbar ist oder als mautpflichtige Strecke betrieben wird.

## Bildergalerie

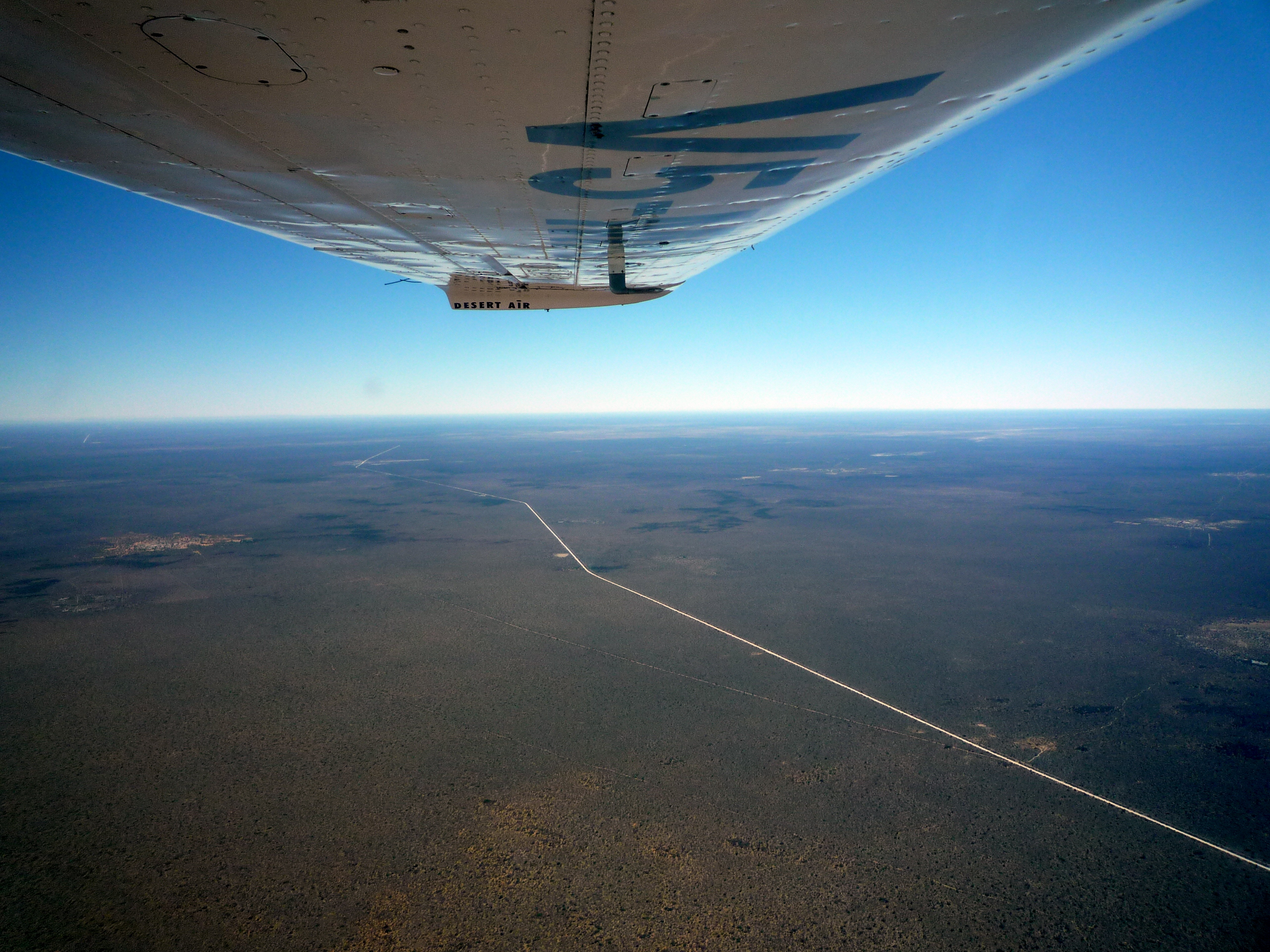
Luftaufnahme zwischen Omaruru und Karibib
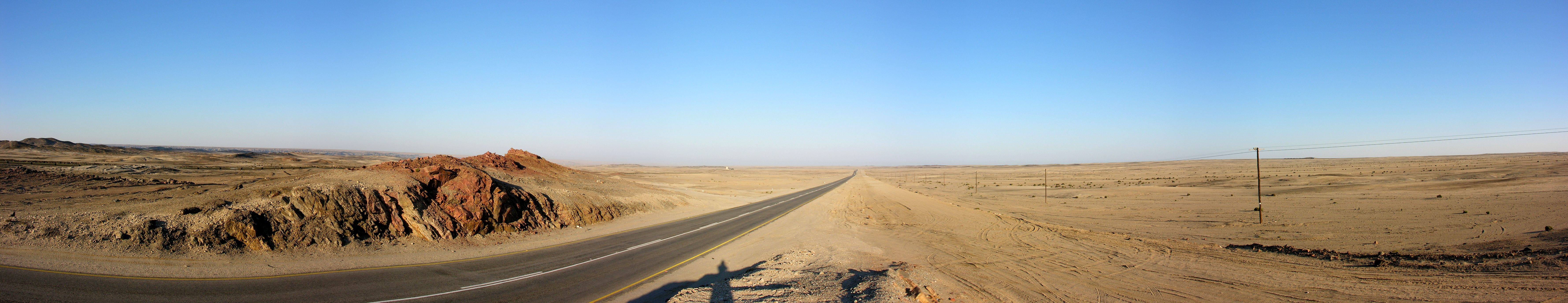
Panoramablick bei Swakopmund
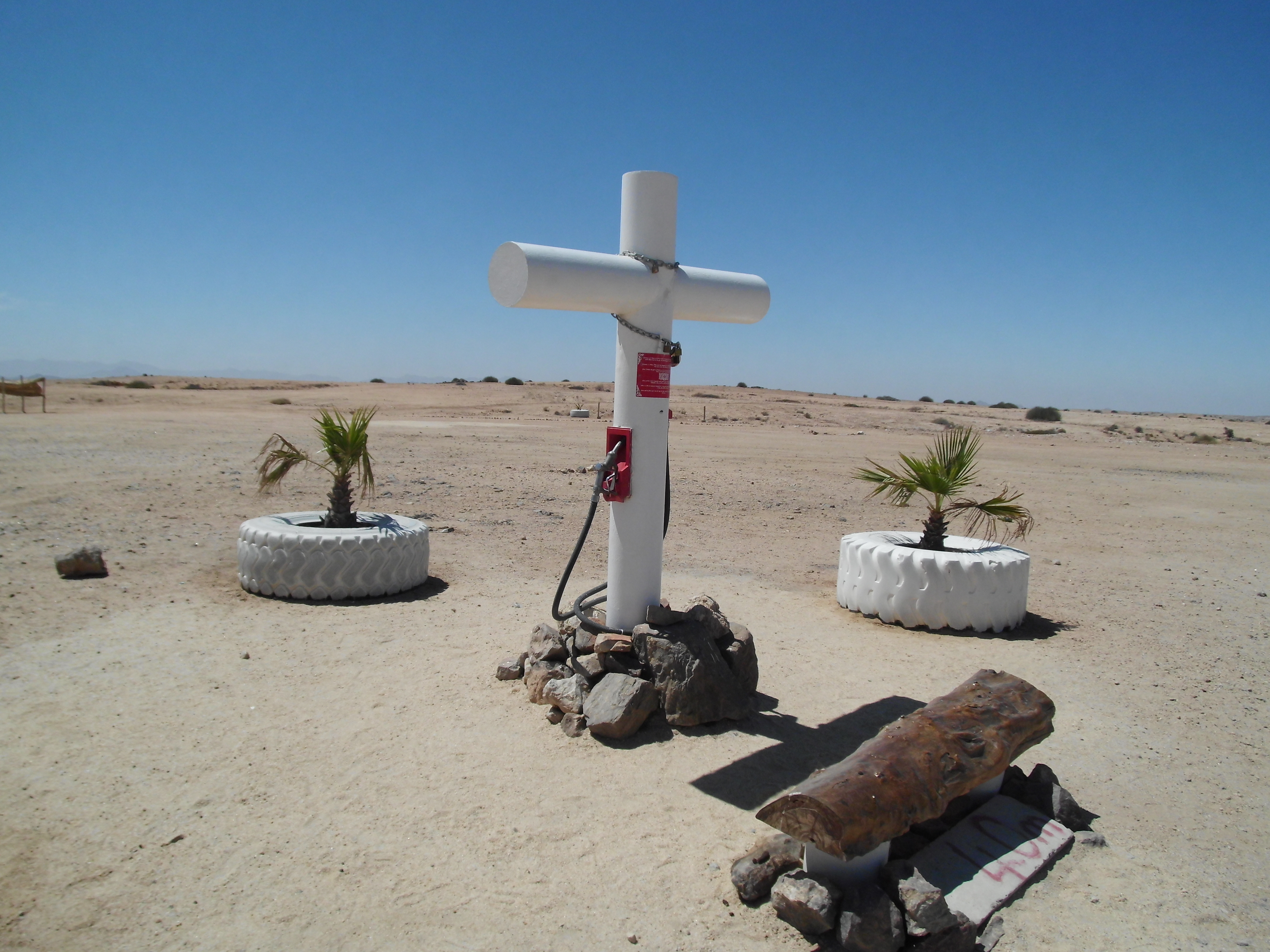
Gedenkkreuz auf einem Parkplatz zwischen Usakos und Arandis, etwa 68 km hinter Usakos
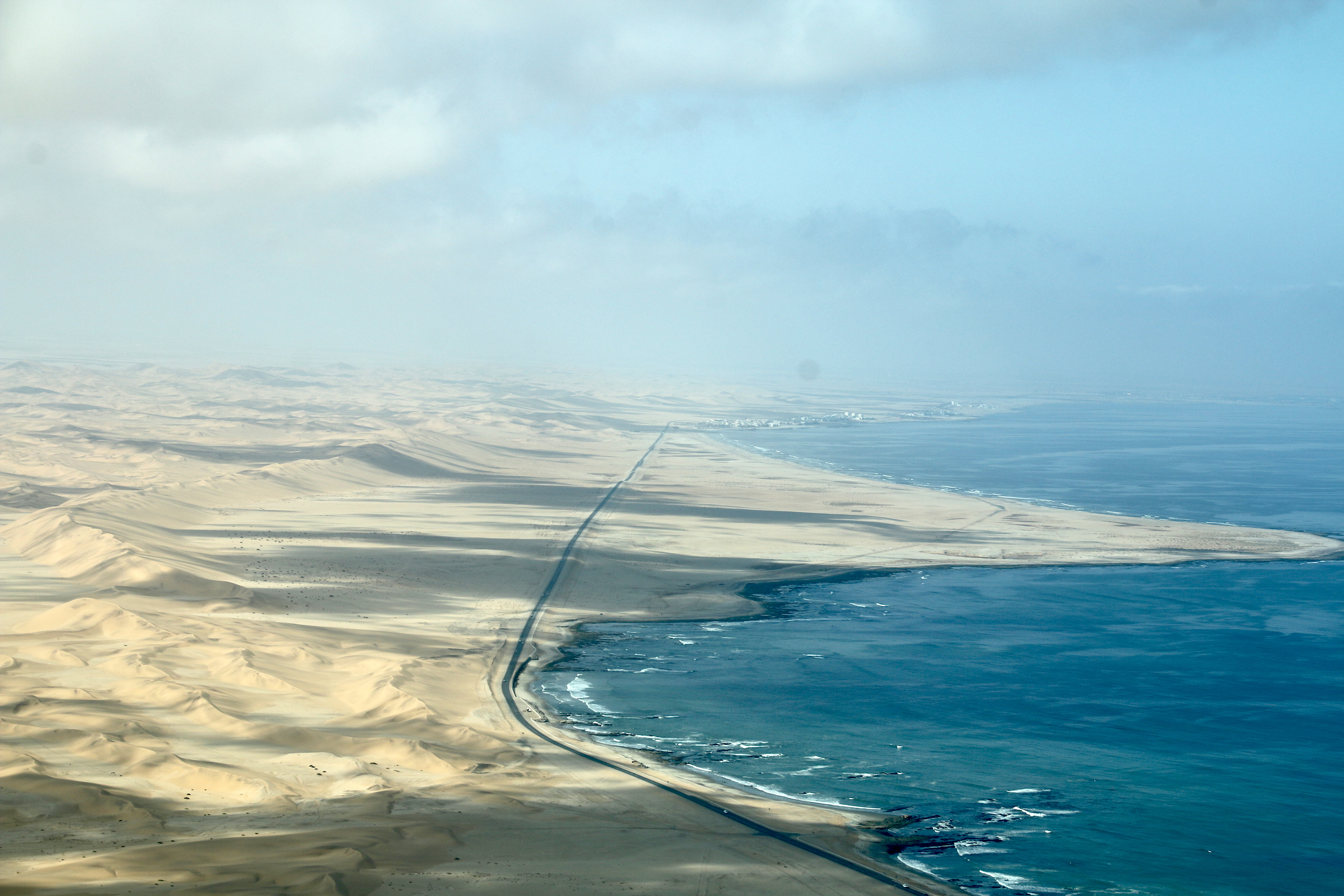
Verlauf der B2 zwischen Swakopmund und Walvis Bay (Blick Richtung Süden) bis 2021